# トニー・イミ
トニー・イミ（Tony Imi、1937年3月27日 - 2010年3月8日）は、イギリスの撮影監督。

## 参加作品
- サバイバル・アイランド
- ヒミツの恋愛トレーニング
- ERICH SEGAL'S ONLY LOVE　エリック・シーガルズ・オンリー・ラブ
- ダウンタイム
- サンシャイン・ボーイズ/すてきな相棒
- 亡霊の館
- スカーレット/続・風と共に去りぬ
- ショッピング
- 新・老人と海
- フォース・ストーリー/危険な誘惑
- アパッチ
- ベルーシ/ブルースの消えた夜
- フィル・コリンズ in バスター
- 帰ってきたシャーロック・ホームズ
- クィニー
- それぞれの楽園
- 爆発!海底大油田/ファイヤー・インフェルノ
- 荒野のアウトロー
- 第5惑星
- クリスマス・キャロル
- アメリカン・ルーレット/非情の銃口
- キャプテン・ブーリーの大冒険
- レディース・オンリー
- 気球の8人
- シーウルフ
- 北海ハイジャック
- 戦争のはらわたII
- ブラス・ターゲット
- インターナショナル・ベルベット／緑園の天使
- シンデレラ
- 華麗なるバレエ
- 青春は悲しみの淵に
- THE BODY 肉体